# Festuca violacea
Festuca violacea är en gräsart som beskrevs av Nicolas Charles Seringe och Jean François Aimée Gottlieb Philippe Gaudin. Festuca violacea ingår i släktet svinglar, och familjen gräs.

## Underarter
Arten delas in i följande underarter:
- F. v. handelii
- F. v. italica
- F. v. macrathera